# Superelipsa

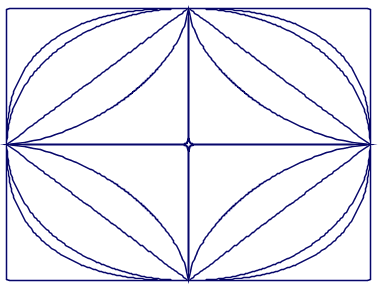
Superelipsy

Superelipsa, krzywa Lamé – krzywa płaska opisana we współrzędnych kartezjańskich równaniem:
{\displaystyle \left|{\frac {x}{a}}\right|^{n}\!+\left|{\frac {y}{b}}\right|^{n}\!=1,}
gdzie {\displaystyle n>0} oraz {\displaystyle a} i {\displaystyle b} są „promieniami” superelipsy. W przypadku {\displaystyle n=2} otrzymuje się elipsę, w przypadku {\displaystyle n=1} – romb o przekątnych {\displaystyle 2a} oraz {\displaystyle 2b.} Gdy {\displaystyle n} zwiększana jest do nieskończoności, krzywa zaczyna coraz bardziej przypominać prostokąt, natomiast gdy {\displaystyle n} dąży do zera, krzywa dąży do „krzyża”.
Superelipsa może być też opisana parą równań parametrycznych:
{\displaystyle x(\theta )=\pm a\cdot \cos ^{2/n}\theta ,}
{\displaystyle y(\theta )=\pm b\cdot \sin ^{2/n}\theta ,}
gdzie:
{\displaystyle (0\leqslant \theta <\pi /2).}
Krzywe te zostały opisane przez francuskiego matematyka Gabriela Lamé. Spopularyzował je Duńczyk Piet Hein w architekturze i przy projektowaniu przedmiotów codziennego użytku.

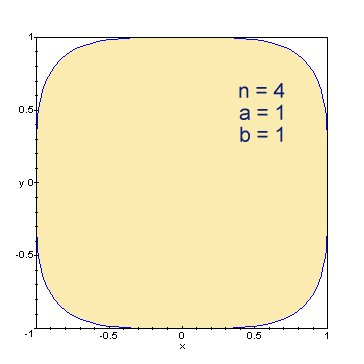
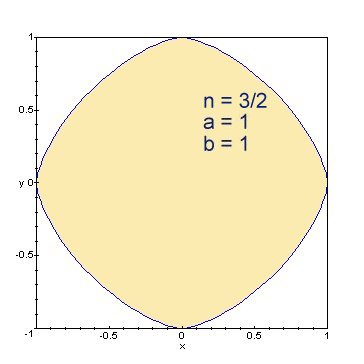
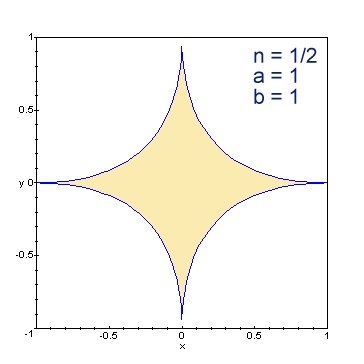

## Uogólnienia
Superelipsa jest szczególnym przypadkiem superformuły. Odpowiednikiem superelipsy w przestrzeni trójwymiarowej jest Superquadrics.